# Gut Records

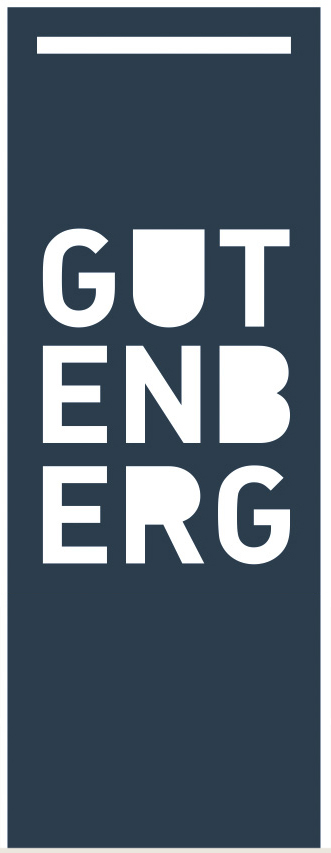
Gutenberg Publisher's logo

Gut Records foi uma gravadora independente, com sede em Maida Vale, em Londres, Reino Unido.
Formado em 1991, Gut foi fundada por Guy Holmes, que tinha sido Chefe de Promoções na Island Records. Sob sua liderança, a companhia transformou-se rapidamente uma das casas de registro independentes principais do Reino Unido com artistas de sucesso como Tom Jones, Right Said Fred (assinado como Tug Records), Aswad, Space, Jimmy Somerville assim como Uniting Nations (assinado como Gusto) e Crazy Frog. O selo liberou uma escala diversa de música pop até ao indie\rock e dança. O primeiro single lançado, a canção de Right Said Fred, "I'm Too Sexy", tornou-se um grande sucesso mundial, atingindo o no.1 em vinte e oito países, incluindo os Estados Unidos, onde passou três semanas no número um. O single passou a vender sete milhões de cópias, e seu álbum de estréia Up, tornou-se um hit mundial, alcançando o número um no Reino Unido, e foi o top cinco em mais de vinte países e vendeu mais de quatro milhões de cópias em todo o mundo.
Gut continuou a lançar álbuns e singles em todo o mundo, alcançando milhões de vendas para artistas como Sparks e Tears for Fears. Em agosto de 2008, a empresa entrou em falência e seus ativos foram vendidos para a Phoenix Music International Ltd.